# Freescale i.MX

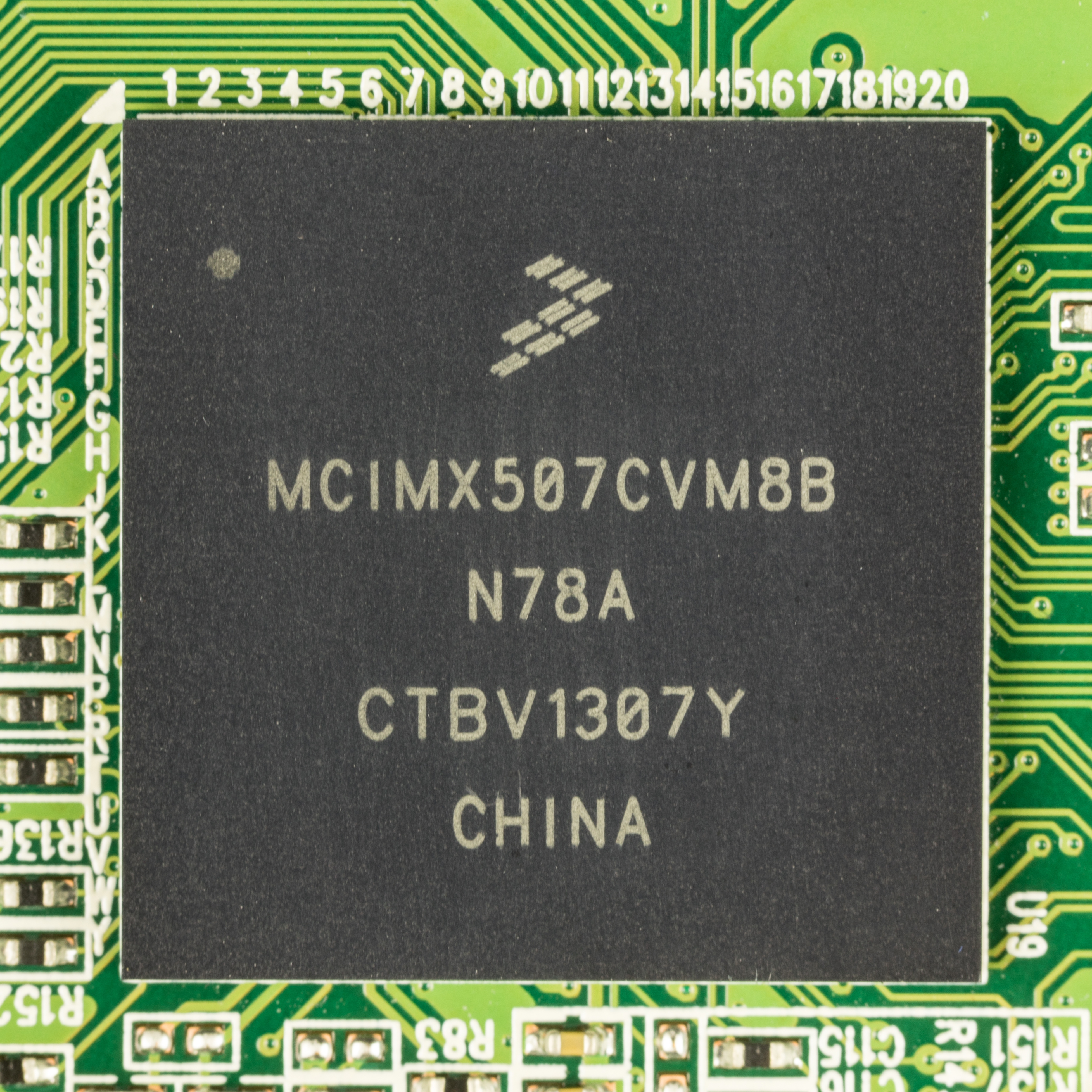
Freescale MCIMX507CVM8B

Az i.MX a Freescale Semiconductor egy mikroprocesszor- ill. mikrovezérlő-sorozata; a sorozatot egylapkás rendszerekbe (system-on-chip, SoC) integrált ARM architektúrájú processzorok alkotják, amelyek főleg a mobil eszközökben és multimédia-alkalmazásokban történő felhasználást célozzák.
Az i.MX sorozatot korábban DragonBall MX néven ismerték, de a Motorola Dragonball sorozathoz csak annyi köze van, hogy a felhasználási területe nagyjából hasonló; az architektúrák teljesen eltérnek, hiszen a Dragonball eszközök a Motorola 68000-es processzorán alapuló, CISC típusú processzormagot tartalmazó mikrovezérlők.

## Processzorok

### MX1 széria
- i.MX1 (MC9328MX1) – 200 MHz ARM920T
- i.MXS (MC9328MXS) – 100 MHz ARM920T
- i.MXL (MC9328MXL) – 150–200 MHz ARM920T

### MX2 széria
- i.MX21S (MC9328MX21S) – 266 MHz ARM926EJ–S
- i.MX21 (MC9328MX21) – 266–350 MHz ARM926EJ–S + IPU (Image Processing Unit, képfeldolgoző egység) + MPEG4 kódolás-gyorsító
- i.MX27L (MCIMX27L) – 266–400 MHz ARM926EJ–S
- i.MX27 (MCIMX27) – 266–400 MHz ARM926EJ–S + IPU (képfeldolgoző egység) + H.263/H.264/MPEG4 kódolás-gyorsító

### MX3 széria
- i.MX31L (MCIMX31L) – 400–532 MHz ARM1136JF–S + VFP11 numerikus koprocesszor + IPU (képfeldolgoző egység) + H.263/MPEG4 kódolás-gyorsító
- i.MX31 (MCIMX31) – 400–532 MHz ARM1136JF–S + VFP11 numerikus koprocesszor + IPU (képfeldolgoző egység) + H.263/MPEG4 kódolás-gyorsító + ARM MBX R–S GPU
- i.MX37 (MCIMX37) – 532 MHz ARM1176JZF–S + VFP numerikus koprocesszor + IPU (képfeldolgoző egység) + H.264/MPEG4 video codec

### MX5 széria
- i.MX515 (MCIMX515) – 1 GHz Cortex A8 + VFP numerikus koprocesszor + IPU (képfeldolgoző egység) + H.264/MPEG4 kódolás-gyorsító + GPU
- i.MX535 (MCIMX535) – 1,2 GHz Cortex A8 + VFP numerikus koprocesszor + IPU (képfeldolgoző egység) + H.264/MPEG4 kódolás-gyorsító + GPU
- i.MX50 (MCIMX535) – 800 MHz Cortex A8 + VFP numerikus koprocesszor + IPU (képfeldolgoző egység)

### MX6 széria
- i.MX6 Quad – 1,2 GHz Quad-core Cortex A9 + VFP numerikus koprocesszor + IPU (képfeldolgoző egység) + H.264/MPEG4 kódolás-gyorsító + GPU
- i.MX6 Dual – 1,2 GHz Dual-core Cortex A9 + VFP numerikus koprocesszor + IPU (képfeldolgoző egység) + H.264/MPEG4 kódolás-gyorsító + GPU
- i.MX6 DualLite – 1 GHz Dual-core Cortex A9 + VFP numerikus koprocesszor + IPU (képfeldolgoző egység) + H.264/MPEG4 kódolás-gyorsító + GPU
- i.MX6 Solo – 1 GHz Cortex A9 + VFP numerikus koprocesszor + IPU (képfeldolgoző egység) + H.264/MPEG4 kódolás-gyorsító + GPU
- i.MX6 SoloLite – 1 GHz Cortex A9 + VFP numerikus koprocesszor + IPU (képfeldolgoző egység) + H.264/MPEG4 kódolás-gyorsító + GPU

### Hasonló processzorcsaládok
- Armada (Marvell)
- OMAP – Texas Instruments
- Rockchip – (Rockchip)
- Tegra 2 – (Nvidia)
- Telechips – (Telechips)

## Fordítás
- Ez a szócikk részben vagy egészben  az   i.MX című francia Wikipédia-szócikk ezen változatának fordításán alapul.  Az eredeti cikk szerkesztőit annak laptörténete sorolja fel. Ez a jelzés csupán a megfogalmazás eredetét és a szerzői jogokat jelzi, nem szolgál a cikkben szereplő információk forrásmegjelöléseként.